# 岩国市立美川中学校
岩国市立美川中学校（いわくにしりつ みかわ ちゅうがっこう）は、山口県岩国市にある公立中学校。校区は岩国市美川町（旧玖珂郡美川町）である。

## 沿革
- 1986年（昭和61年） - 美川町立河山中学校，美川町立桑根中学校を統合し美川町立美川中学校が設立された。
- 2006年（平成18年） - に市町村合併により，岩国市立美川中学校となる。
- 2017年（平成29年） - 休校となる[2]。

## 交通アクセス
- 錦川鉄道錦川清流線南桑駅より、徒歩5分